# Cantó d'Ornans
El cantó d'Ornans és un cantó francès del departament del Doubs, situat al districte de Besançon. Té 26 municipis i el cap és Ornans.

## Municipis
| - Amathay-Vésigneux - Bonnevaux-le-Prieuré - Chantrans - Charbonnières-les-Sapins - Chassagne-Saint-Denis - Châteauvieux-les-Fossés - Durnes - Échevannes - Foucherans - Guyans-Durnes - L'Hôpital-du-Grosbois - Lavans-Vuillafans - Lods | - Longeville - Malbrans - Mérey-sous-Montrond - Montgesoye - Mouthier-Haute-Pierre - Ornans - Saules - Scey-Maisières - Tarcenay - Trépot - Villers-sous-Montrond - Voires - Vuillafans |

## Història
| Data d'elecció                           | Identitat             | Partit          | Qualitat |
| ---------------------------------------- | --------------------- | --------------- | -------- |
| 1945-1949                                | Maurice Vernier       | radical         |          |
| 1949-1961                                | M. Gaudy              | Divers droite   |          |
| 1961-1979                                | Roger Loriod          | MRP, després CD |          |
| 1979-1998                                | Marc Chapelain        | PS              |          |
| 1998-                                    | Jean-François Longeot | UMP             |          |
| les dades anteriors no són pas conegudes |                       |                 |          |
|                                          |                       |                 |          |